# Armens muskelloger
Armens muskelloger refererer til den specifikke anatomisk term for muskellogerne i det øvre segment af den øvre ekstremitet (armen) på menneskekropen. Den øvre ekstremitet er inddelt i to segmenter, armen og underarmen. Hver af disse segmenter er yderligere inddelt i to muskelloger der dannes af fascia profunda. Hver loge omgiver specifikke muskler og nerver.
Muskellogerne i armen er den forreste muskelloge og den bagerste muskelloge, opdelt af en den laterale og mediale intermusculære septa. Muskellogerne i underarmen er den forreste og bagerste muskelloge.
| Anatomi | Spire Denne artikel om anatomi er en spire som bør udbygges. Du er velkommen til at hjælpe Wikipedia ved at udvide den. |